# Champigné
Champigné és un municipi francès situat al departament de Maine i Loira i a la regió de País del Loira. L'any 2007 tenia 1.999 habitants.

## Demografia

### Població
El 2007 la població de fet de Champigné era de 1.999 persones. Hi havia 729 famílies de les quals 180 eren unipersonals (81 homes vivint sols i 99 dones vivint soles), 236 parelles sense fills, 283 parelles amb fills i 30 famílies monoparentals amb fills.
La població ha evolucionat segons el següent gràfic:
Habitants censats

### Habitatges
El 2007 hi havia 819 habitatges, 760 eren l'habitatge principal de la família, 15 eren segones residències i 44 estaven desocupats. 730 eren cases i 85 eren apartaments. Dels 760 habitatges principals, 462 estaven ocupats pels seus propietaris, 293 estaven llogats i ocupats pels llogaters i 5 estaven cedits a títol gratuït; 8 tenien una cambra, 48 en tenien dues, 125 en tenien tres, 184 en tenien quatre i 395 en tenien cinc o més. 581 habitatges disposaven pel capbaix d'una plaça de pàrquing. A 370 habitatges hi havia un automòbil i a 320 n'hi havia dos o més.

### Piràmide de població
La piràmide de població per edats i sexe el 2009 era:
| Homes | Edats   | Dones |
| ----- | ------- | ----- |
| 0     | 95 o +  | 12    |
| 8     | 90 a 94 | 16    |
| 12    | 85 a 89 | 20    |
| 16    | 80 a 84 | 8     |
| 16    | 75 a 79 | 44    |
| 40    | 70 a 74 | 28    |
| 44    | 65 a 69 | 40    |
| 28    | 60 a 64 | 24    |
| 28    | 55 a 59 | 28    |
| 40    | 50 a 54 | 48    |
| 44    | 45 a 49 | 32    |
| 56    | 40 a 44 | 44    |
| 32    | 35 a 39 | 40    |
| 68    | 30 a 34 | 76    |
| 68    | 25 a 29 | 56    |
| 36    | 20 a 24 | 48    |
| 60    | 15 a 19 | 40    |
| 72    | 10 a 14 | 44    |
| 52    | 5 a 9   | 56    |
| 52    | 0 a 4   | 44    |

## Economia
El 2007 la població en edat de treballar era de 1.165 persones, 896 eren actives i 269 eren inactives. De les 896 persones actives 828 estaven ocupades (437 homes i 391 dones) i 68 estaven aturades (25 homes i 43 dones). De les 269 persones inactives 92 estaven jubilades, 96 estaven estudiant i 81 estaven classificades com a «altres inactius».

### Ingressos
El 2009 a Champigné hi havia 749 unitats fiscals que integraven 1.897,5 persones, la mediana anual d'ingressos fiscals per persona era de 15.849 €.

### Activitats econòmiques
Dels 90 establiments que hi havia el 2007, 5 eren d'empreses alimentàries, 5 d'empreses de fabricació d'altres productes industrials, 11 d'empreses de construcció, 21 d'empreses de comerç i reparació d'automòbils, 4 d'empreses de transport, 7 d'empreses d'hostatgeria i restauració, 2 d'empreses d'informació i comunicació, 6 d'empreses financeres, 2 d'empreses immobiliàries, 9 d'empreses de serveis, 11 d'entitats de l'administració pública i 7 d'empreses classificades com a «altres activitats de serveis».
Dels 28 establiments de servei als particulars que hi havia el 2009, 1 era una oficina de correu, 2 oficines bancàries, 1 funerària, 1 taller de reparació d'automòbils i de material agrícola, 1 autoescola, 2 paletes, 1 guixaire pintor, 3 fusteries, 5 lampisteries, 2 perruqueries, 5 restaurants, 1 agència immobiliària i 3 salons de bellesa.
Dels 9 establiments comercials que hi havia el 2009, 1 era un supermercat, 3 fleques, 1 una botiga d'electrodomèstics, 1 un drogueria i 3 floristeries.
L'any 2000 a Champigné hi havia 35 explotacions agrícoles que ocupaven un total de 1.656 hectàrees.

## Equipaments sanitaris i escolars
L'únic equipament sanitari que hi havia el 2009 era una farmàcia.
El 2009 hi havia 2 escoles elementals.

## Poblacions més properes
El següent diagrama mostra les poblacions més properes.